# Denemarken op het Eurovisiesongfestival 1993
Denemarken werd op het Eurovisiesongfestival 1993 in Millstreet, Ierland vertegenwoordigd door de Tommy Seebach Band, met het lied Under stjernerne på himlen. Het was de zesentwintigste deelname van Denemarken aan het songfestival.

## Finale
De Dansk Melodi Grand Prix, gehouden in Odense, werd gepresenteerd door Keld Heick en Kirsten Siggaard. Tien artiesten namen deel aan deze finale. De winnaar werd gekozen door een jury. In de eerste ronde vielen de 5 laagst geklasseerde artiesten af waarna in de tweede ronde de winnaar aangeduid werd.

| Volgorde | Artiest                 | Lied                             | Punten | Plaats |
| -------- | ----------------------- | -------------------------------- | ------ | ------ |
| 1        | Teddy Edelmann          | "Går det ikk', går det nok"      | –      | –      |
| 2        | Vivi Jacobsen           | "Født til kærlighed"             | 2281   | 5de    |
| 3        | The Hooklines           | "Godmorgen dag"                  | –      | –      |
| 4        | Anders Nyborg           | "Elsker kun dig"                 | –      | –      |
| 5        | Ditte Højgaard Andersen | "Første forårsdag"               | 4419   | 4de    |
| 6        | Six-Pack                | "Der er mer' imellem dig og mig" | 13715  | 2de    |
| 7        | Anne Karin Broberg      | "Hvor er din drøm"               | 6066   | 3de    |
| 8        | Tommy Seebach Band      | "Under stjernerne på himlen"     | 16463  | 1ste   |
| 9        | Birgitte Gade           | "Bohemian"                       | –      | –      |
| 10       | Gaia                    | "Uno mundo"                      | –      | –      |

Na eerdere deelnames in 1979 en 1981 mocht Tommy Seebach voor een derde maal namens Denemarken naar het Eurovisiesongfestival.

## In Millstreet
Denemarken moest tijdens het festival als vijfde aantreden, na Zwitserland en voor Griekenland. Aan het einde van de puntentelling bleek dat de Tommy Seebach Band op een 22ste plaats was geëindigd met 9 punten.
België en Nederland hadden geen punten over voor deze inzending.

### Gekregen punten

#### Finale
| 12 punten               | 10 punten | 8 punten    | 7 punten | 6 punten |
| ----------------------- | --------- | ----------- | -------- | -------- |
|                         |           |             |          |          |
| 5 punten                | 4 punten  | 3 punten    | 2 punten | 1 punt   |
| - Bosnië en Herzegovina |           | - Luxemburg |          | - Zweden |

### Punten gegeven door Denemarken

#### Finale
Punten gegeven in de finale:
| 12 punten | Frankrijk           |
| 10 punten | Zwitserland         |
| 8 punten  | Verenigd Koninkrijk |
| 7 punten  | Zweden              |
| 6 punten  | Ierland             |
| 5 punten  | Malta               |
| 4 punten  | IJsland             |
| 3 punten  | Duitsland           |
| 2 punten  | Cyprus              |
| 1 punt    | Portugal            |

1957 · 1958 · 1959 · 1960 · 1961 · 1962 · 1963 · 1964 · 1965 · 1966 · 1967-1977 · 1978 · 1979 · 1980 · 1981 · 1982 · 1983 · 1984 · 1985 · 1986 · 1987 · 1988 · 1989 · 1990 · 1991 · 1992 · 1993 · 1994 · 1995 · 1996 · 1997 · 1998 · 1999 · 2000 · 2001 · 2002 · 2003 · 2004 · 2005 · 2006 · 2007 · 2008 · 2009 · 2010 · 2011 · 2012 · 2013 · 2014 · 2015 · 2016 · 2017 · 2018 · 2019 · 2020 · 2021 · 2022 · 2023 · 2024 · 2025